# Cnestis macrantha
Cnestis macrantha là một loài thực vật có hoa trong họ Connaraceae. Loài này được Baill. mô tả khoa học đầu tiên năm 1867.